# 卡利塞亚足球俱乐部
卡利塞亚足球俱乐部（希臘語：Γ.Σ. Καλλιθέα）是希腊卡利塞亚的一个足球俱乐部，现在参加希臘足球超級聯賽。

## 荣誉
- 希腊足球丙级联赛: 3
  - 1976, 1993, 2010